# Tai tượng đá vôi
Tai tượng đá vôi hay tai tượng bông mảnh, chanh châu (danh pháp hai phần: Acalypha kerrii) là loài thực vật có hoa trong họ Đại kích. Loài này được Craib miêu tả khoa học đầu tiên năm 1911.